# Kanton Jegun
Jegun is een voormalig kanton van het Franse departement Gers. Het kanton maakte deel uit van het arrondissement Auch. Het werd opgeheven bij decreet van 26 februari 2014, met uitwerking op 22 maart 2015. Alle gemeenten zijn opgenomen in het nieuwe kanton Gascogne-Auscitaine.

## Gemeenten
Het kanton Jegun omvatte de volgende gemeenten:
- Antras
- Biran
- Castillon-Massas
- Jegun (hoofdplaats)
- Lavardens
- Mérens
- Ordan-Larroque
- Peyrusse-Massas
- Roquefort
- Saint-Lary